# Rue du Chemin-Vert
Pour les articles homonymes, voir Chemin vert.
La rue du Chemin-Vert se situe à l’est de la ville de Paris, dans le 11e arrondissement.

## Situation et accès

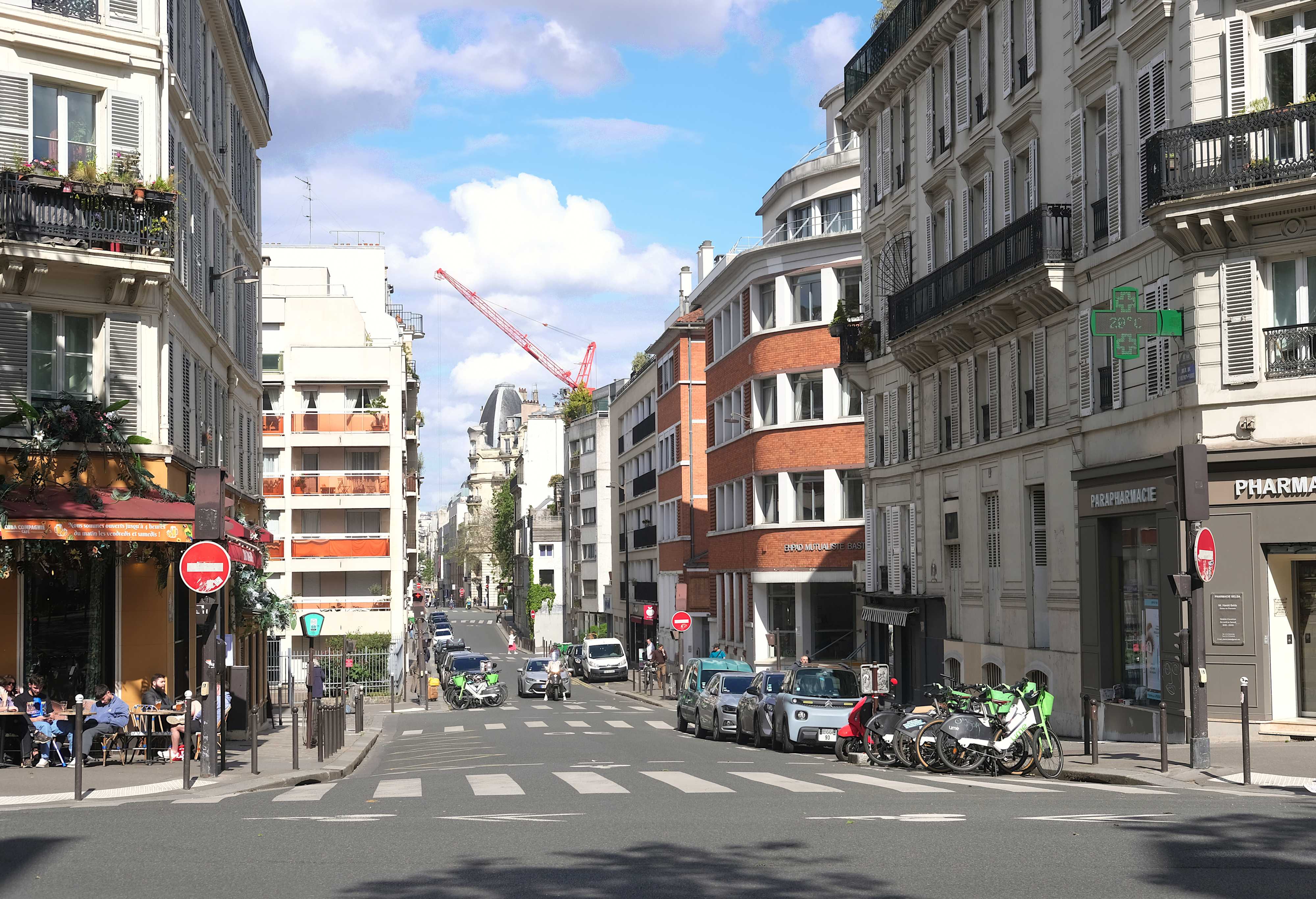
La rue du Chemin-Vert en direction de l'avenue de la République.

En sens unique, elle coupe le  11e arrondissement par le milieu, de l’angle formé par l’avenue de la République et le boulevard de Ménilmontant au nord jusqu'au boulevard Beaumarchais, au sud.
Elle est bordée par les quartiers :
- du Père-Lachaise au nord (20e arrondissement) ;
- de la Roquette à l'est (11e arrondissement) ;
- Saint-Ambroise à l'ouest (11e arrondissement) ;
- des Archives  au sud (3e arrondissement).

La rue du Chemin-Vert est desservie par les lignes de métro 2 et 3 à la station Père Lachaise, 5 à la station Bréguet - Sabin et 8 à la station Chemin Vert.

## Origine du nom
La dénomination de la voie évoque son origine lorsqu'elle traversait des jardins maraîchers.
« Le jeudi 24 octobre 1776, je suivis après dîner les boulevards jusqu’à la rue du Chemin-Vert par laquelle je gagnai les hauteurs de Ménilmontant, et de là prenant les sentiers à travers les vignes et les prairies, je traversai jusqu’à Charonne le riant paysage qui sépare ces deux villages, puis je fis un détour pour revenir par les mêmes prairies en prenant un autre chemin. Je m’amusais à les parcourir avec ce plaisir et cet intérêt que m’ont toujours donnés les sites agréables, et m’arrêtant quelquefois à fixer des plantes dans la verdure. » Jean-Jacques Rousseau, Rêveries du promeneur solitaire.

## Historique
Le 2 avril 1868, la rue du Chemin-Vert est formée par la réunion de deux rues : la rue du Chemin-Vert et la rue des Amandiers-Popincourt.

Emplacement de la rue du Chemin-Vert et de la rue des Amandiers-Popincourt et des abattoirs de Ménilmontant en 1834
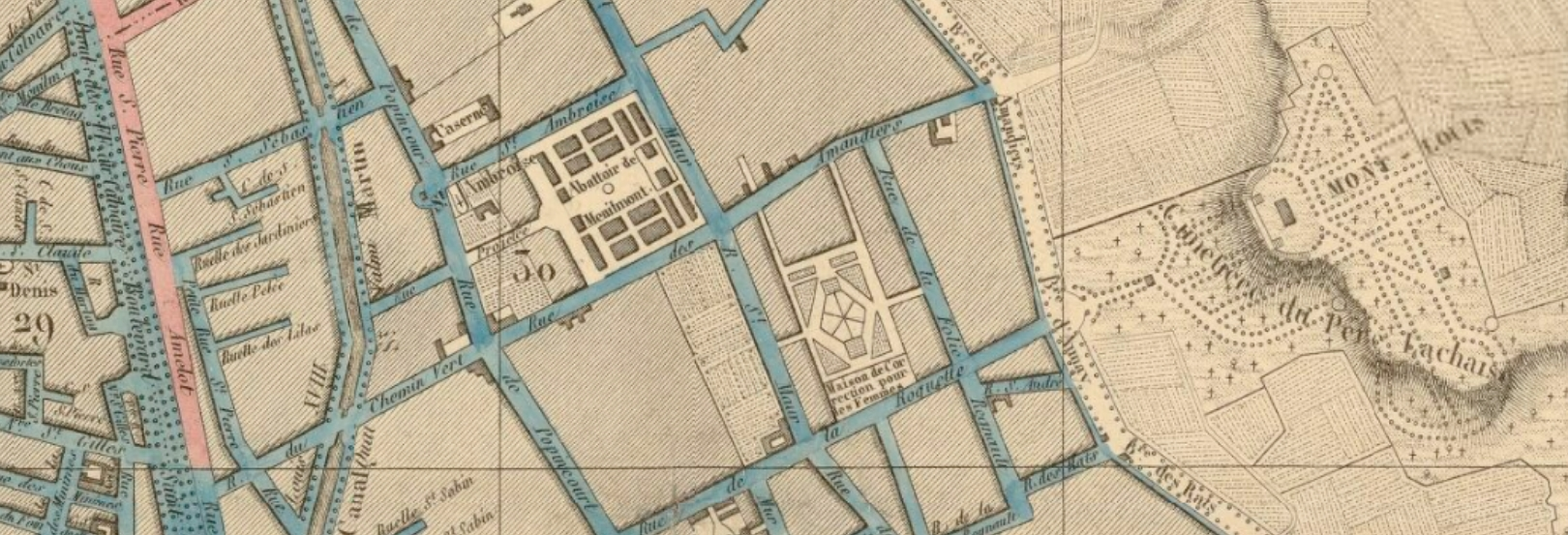

Le 30 janvier 1918, durant la Première Guerre mondiale, le no 23 « rue du Chemin-Vert » est touché lors d'un raid effectué par des avions allemands.

### Rue du Chemin-Vert (ancienne)
Cette voie comprise entre la rue Saint-Pierre-Popincourt (actuelle rue Amelot) et la rue Popincourt, était depuis 1650 un chemin sinueux traversant un marais couvert d'herbage pour l'approvisionnement de Paris et qui conduisait vers Ménilmontant. De là vient son nom.
Cette partie a porté les noms de « ruelle des Neuf-Arpents » en 1667,  « rue du Chemin-Vert » en 1675, et « rue Verte » en 1777 puis de nouveau « rue du Chemin-Vert ».
En 1817, la rue, située dans l'ancien 8e arrondissement, quartier Popincourt, commençait 22-24 rue Amelot et se terminait 31-33 rue Popincourt. Les numéros étaient noirs, le dernier numéro impair était le 39 et le dernier numéro pair était le 16.

### Rue des Amandiers-Popincourt
Son nom provient du chemin sinueux qui traversait le jardin maraîcher d'une maison dite « des Amandiers », de la place de la Bastille à Ménilmontant sur lequel elle a été ouverte.
Cette voie, qui existait déjà en 1650, était un ancien chemin situé au-delà de la rue du Chemin-Vert (ancienne) (donc au-delà de la rue Popincourt), et qui fut prolongé par lettres patentes du 2 mai 1780 jusqu'au mur des Fermiers généraux (boulevard de Ménilmontant) puis érigé en rue en 1803 sous le nom de « rue des Amandiers-Popincourt ». Cette voie longeait les abattoirs de Ménilmontant.
En 1817, la rue, située dans l'ancien 8e arrondissement, quartier Popincourt, commençait 32-34 rue Popincourtet se terminait à la barrière des Amandiers. Les numéros étaient noirs, le dernier numéro impair était le 43 et le dernier numéro pair était le 20.

## Bâtiments remarquables et lieux de mémoire
- No  13 ou 17. Emplacement de l'ancienne Maison de santé Mahay.
- La folie Genlis était une vaste propriété, habitée par la comtesse de Genlis, qui s'étendait sur le côté pair de la rue des Amandiers au niveau des numéros 68 à 90 actuels de la rue du Chemin-Vert (environ). Elle a été habitée en 1823 par le fondeur d'art Auguste-Jean-Marie Carbonneaux (1769-1843), qui y a installé ses ateliers en 1814. Au décès de son épouse en 1833, il vend les locaux. Le nouveau propriétaire les loue au fondeur Édouard Quesnel, récemment séparé de son associé Louis Richard. La folie Genlis, divisée en plusieurs parcelles, a entièrement disparu : les derniers bâtiments subsistants (aux nos 28, 30 et 32, rue des Amandiers) ont été démolis au percement de l'avenue Parmentier. Une « impasse de la Folie-Genlis » a existé jusqu'en 1860, à l'emplacement de l'actuelle avenue Parmentier.

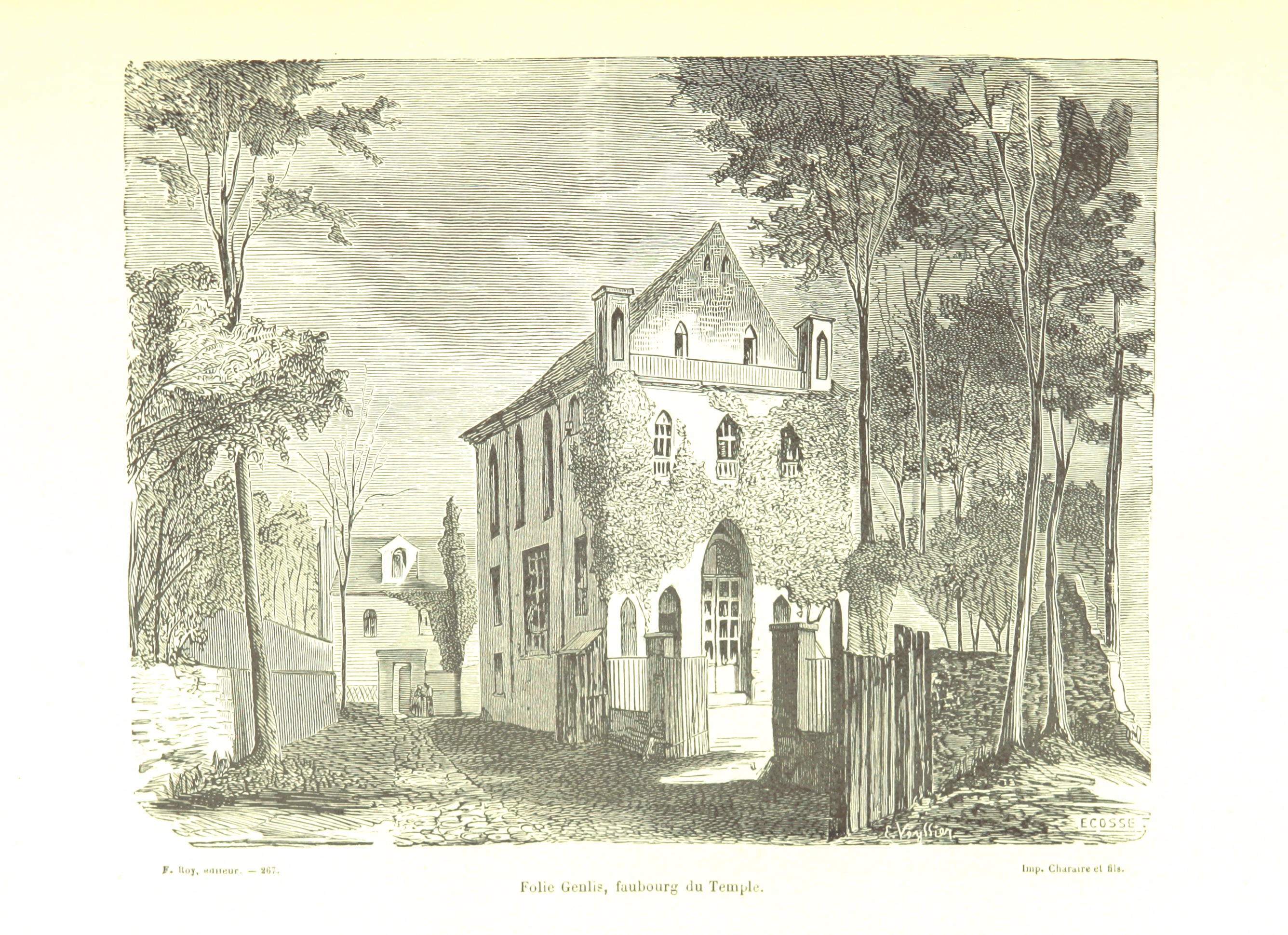
Folie Genlis.

- No  68 : Les Botanistes et Antoine Parmentier est mort ici le 17 décembre 1813.

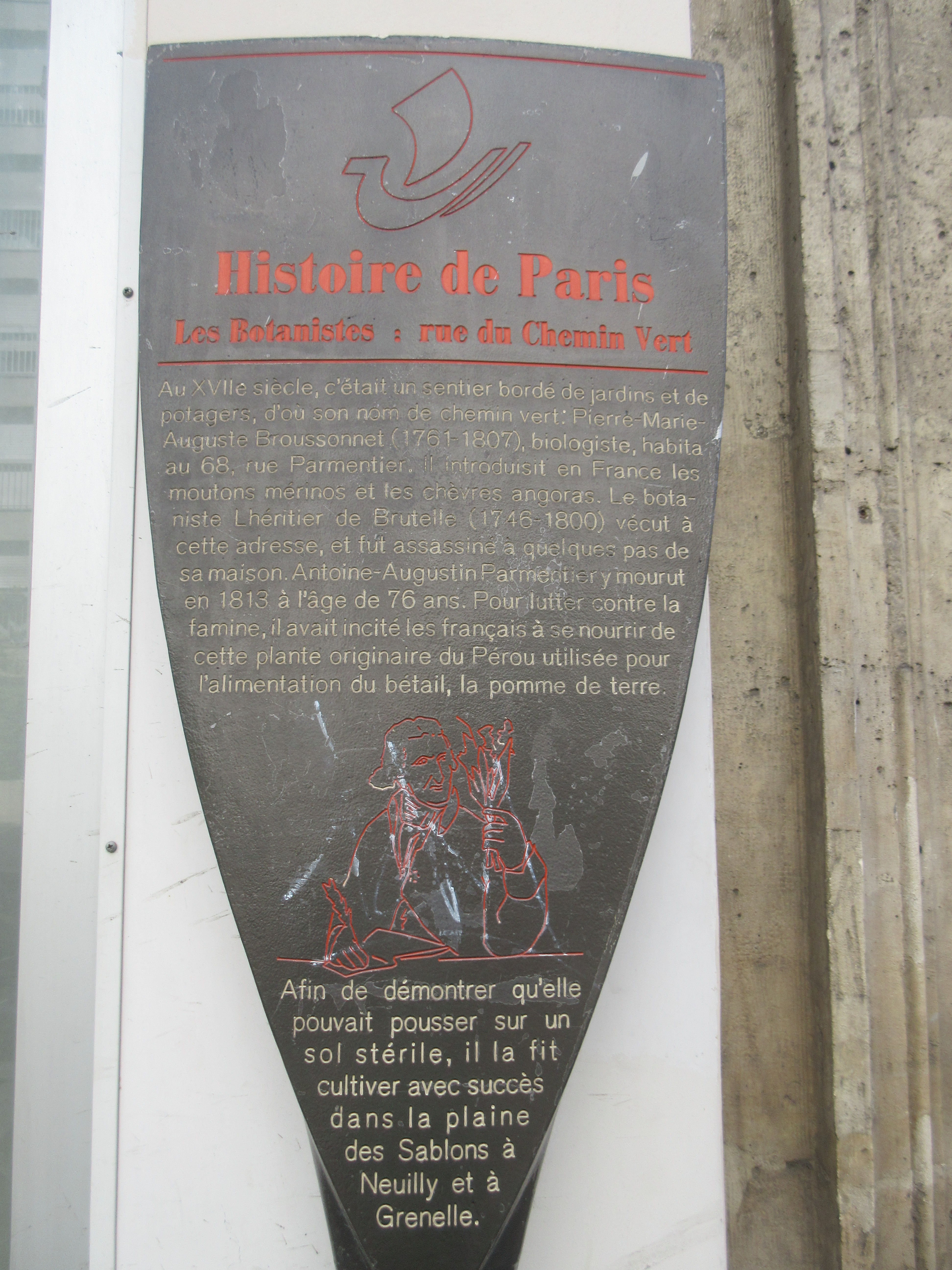
Panneau Histoire de Paris « Les Botanistes-Rue du Chemin-Vert »
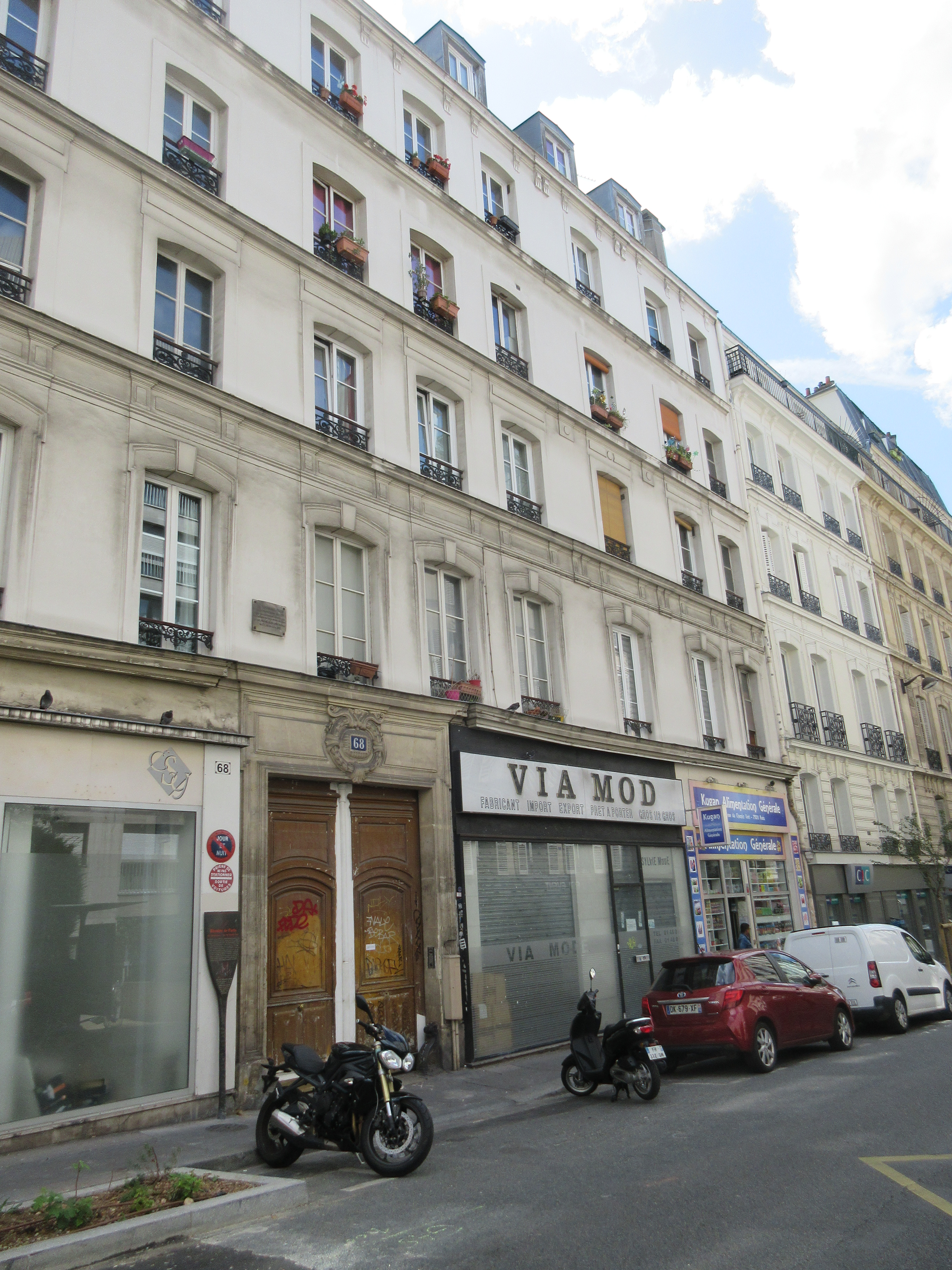
61, rue du Chemin-Vert.
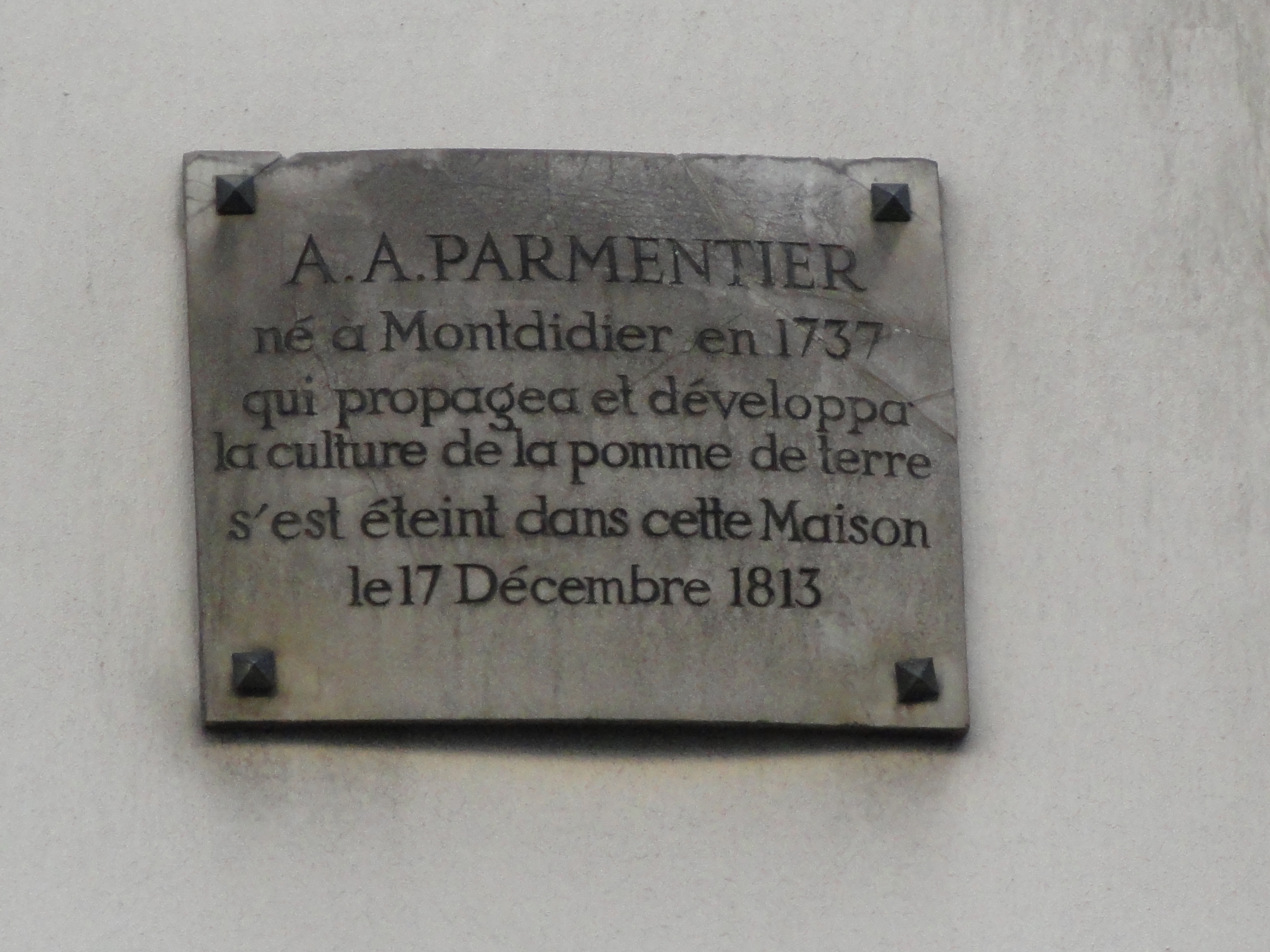
Plaque commémorative sur la maison où est mort Parmentier.
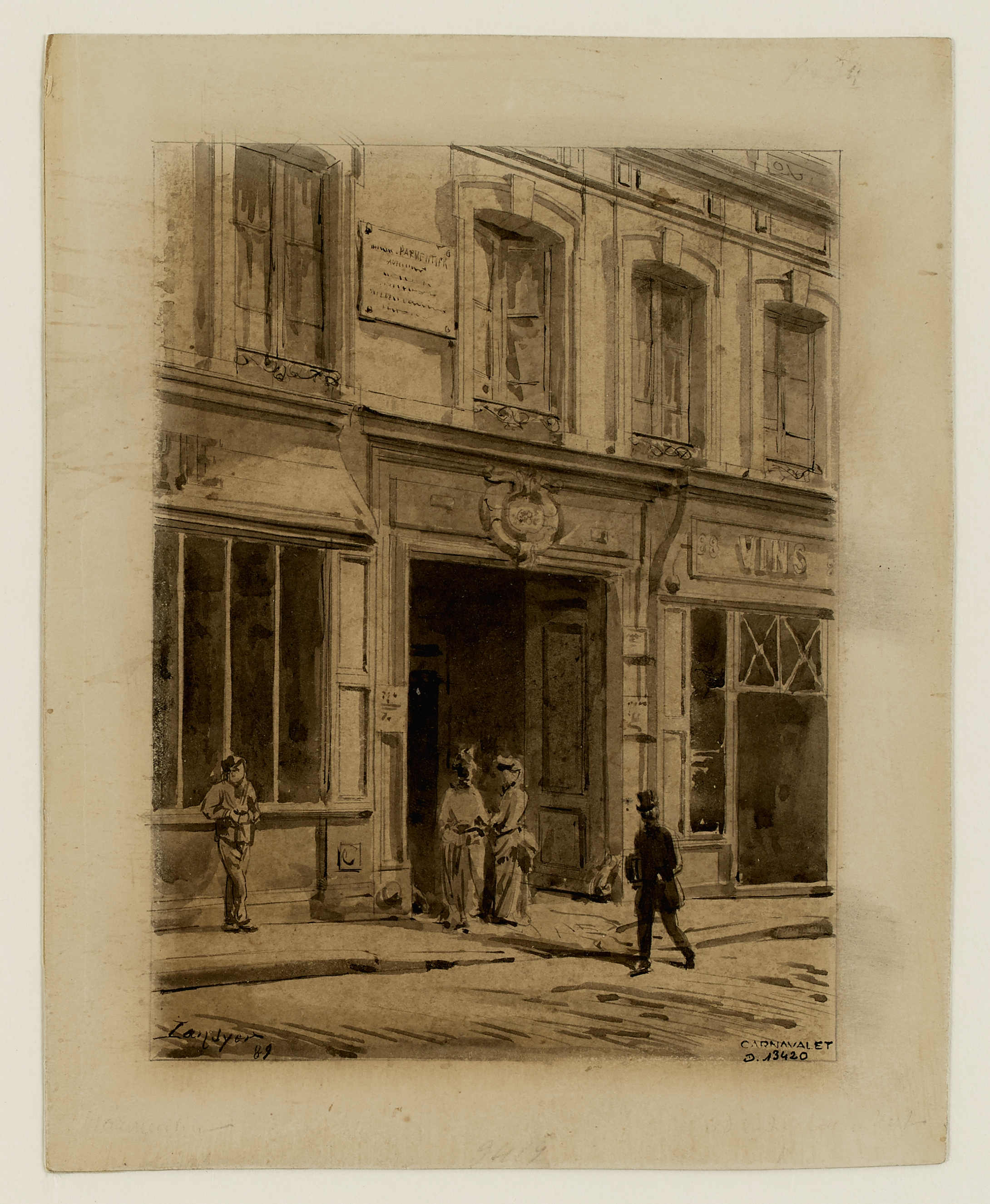
Le numéro 68 en 1889.

- No  70 : occupé par la manufacture de porcelaine de Nast de 1784 à 1835.
- Les numéros impairs situés entre l'avenue Parmentier et la rue Saint-Maur délimitaient les abattoirs de Ménilmontant.